# 1470 Carla
Carla (asteróide 1470) é um asteróide da cintura principal com um diâmetro de 36,97 quilómetros, a 2,9690103 UA. Possui uma excentricidade de 0,061098 e um período orbital de 2 053,92 dias (5,62 anos).
Carla tem uma velocidade orbital média de 16,74931441 km/s e uma inclinação de 3,22096º.
Esse asteróide foi descoberto em 17 de Setembro de 1938 por Alfred Bohrmann.